# Kirchenprovinz Freiburg
Die Kirchenprovinz Freiburg, auch Oberrheinische Kirchenprovinz genannt, ist eine Kirchenprovinz der Römisch-katholischen Kirche in Deutschland.

## Geografie
Die Kirchenprovinz erstreckt sich mit den Bistümern Freiburg und Rottenburg-Stuttgart über ganz Baden-Württemberg. Mit dem Bistum Mainz umfasst es noch große Regionen Hessens und kleinere Gebiete von Rheinland-Pfalz.

## Gliederung
Die Kirchenprovinz Freiburg umfasst folgende Bistümer:
- Erzbistum Freiburg
  - Bistum Mainz
  - Bistum Rottenburg-Stuttgart

## Geschichte

### Entwicklung
Im Wiener Kongress 1815 wurden zwar die Gebietsabtretungen des Reiches an Frankreich zurückgenommen, die im Konkordat von 1801 durch Napoléon aufgelöste Kirchenprovinz Mainz wurde jedoch nicht wiedererrichtet. Stattdessen wurde 1821 die neue Oberrheinische Kirchenprovinz mit Metropolitansitz in Freiburg gegründet. Das Erzbistum Freiburg entstand zeitgleich aus dem Bistum Konstanz und Teilen der vormaligen Bistümer Mainz, Straßburg, Worms und Würzburg (Zirkumskriptionsbulle Provida solersque). Erster Bischof wurde 1827 der Freiburger Münsterpfarrer Bernhard Boll.
Dem neuen Erzbistum wurden die Bistümer Fulda, Limburg, Mainz und Rottenburg als Suffraganbistümer zugeordnet. Im Zuge des Preußenkonkordats von 1929 wurden das Bistum Limburg der Kirchenprovinz Köln und das Bistum Fulda der Kirchenprovinz Paderborn zugeordnet.